# PSNR
PSNR (zkratka z anglického peak signal-to-noise ratio, česky tedy špičkový poměr signálu k šumu nebo špičkový odstup signálu k šumu) vyjadřuje poměr mezi maximální možnou energií signálu a energií šumu. Protože mnoho signálů má velmi široké dynamické spektrum, obvykle se PSNR vyjadřuje v logaritmickém měřítku.
K definici PSNR je třeba nejprve definovat střední kvadratickou chybu (anglicky mean squared error neboli MSE). MSE je pro dva černobílé obrazy I a K o rozměrech m×n definována jako:
{\displaystyle \mathrm {MSE} ={\frac {1}{mn}}\sum _{i=0}^{m-1}\sum _{j=0}^{n-1}\|I(i,j)-K(i,j)\|^{2}}
PSNR je poté definována jako:
{\displaystyle \mathrm {PSNR} =10\cdot \log _{10}\left({\frac {\mathrm {MAX} _{I}^{2}}{\mathrm {MSE} }}\right)=20\cdot \log _{10}\left({\frac {\mathrm {MAX} _{I}}{\sqrt {\mathrm {MSE} }}}\right)}
MAXI je maximální možná hodnota pixelu v obrázku (tedy 255 pro 8 bitů na kanál). Pro RGB obrázky je MSE suma přes všechny složky (R, G, B) dělena třemi.
Vyšší hodnota značí kvalitnější obrázek, typická hodnota PSNR pro komprimované obrázky je mezi 30 a 40 dB. Pro totožné obrázky je MSE nula, PSNR je tedy nedefinované.